# 왕수달뒤쥐
왕수달뒤쥐(Potamogale velox)는 텐렉과에 속하는 육식성의 반수생 포유류이다. 나이지리아에서 잠비아에 이르는 중앙아프리카의 주요 우림 지역에서 발견할 수 있다. 냇가, 습지대 그리고 느리게 흐르는 큰 강에서 발견된다. 왕수달뒤쥐속(Potamogale)의 유일종이다.